# 三上治
三上 治（みかみ おさむ、1941年4月9日 - ）は、日本の編集者・文筆家・評論家、元政治運動家。
本名・味岡修。三重県出身。

## 人物
三重県四日市市生まれ。三重県立四日市高等学校卒業。1960年中央大学法学部政治学科に入学し、安保闘争に参加。1962年、再建された社会主義学生同盟の全国委員長になる。1966年中央大学中退、第二次ブントに加わり、全共闘運動やベトナム反戦闘争にも加わる。1969年ブント内部の党派闘争で統一派として赤軍派と対立する。
1969年4月28日の沖縄闘争で指名手配され、9月に逮捕。1970年一旦保釈されるが、保釈取り消しで東京拘置所に入所。この間、神津陽と共に共産主義者同盟叛旗派をつくり、同派のリーダーとなる。
1975年叛旗派を辞め、政治的実践活動から退く。その後、雑誌『乾坤』を創刊し、執筆活動に転じる。1991年編集校正集団聚珍社の結成に参画、1999年から2005年まで代表取締役を務める。

## 著書
- 『戦闘の指示向戦 過渡期世界と綱領創出の基礎』現代思潮社 1972
- 『幻想の革命 党派思想の彼岸へ』三一書房 1978
- 『戦後世代の革命』彩流社 1981
- 『三島・角栄・江藤淳 保守思想の構図』彩流社 1984
- 『1960年代論』批評社 2000
- 『今、戦争について考えることの一つとして』批評社 2000
- 『1970年代論』批評社 2004
- 『憲法の核心は権力の問題である—九条改憲阻止に向けて』（御茶の水書房 2007年）

### 共編著
- 『SECT6+大正闘争資料集』解説:吉本隆明 蒼氓社 1973
- 『直言　靖国問題の核心』富岡幸一郎,大窪一志共著 講談社 2006